# بهمن محمدی
بهمن محمدی (زادهٔ ۱۳۳۶ در فریدن) نمایندهٔ حوزهٔ انتخابیهٔ فریدن، فریدون‌شهر و چادگان در دورهٔ هشتم مجلس شورای اسلامی بوده‌است. وی پیش‌تر در دورهٔ هفتم نیز عضو این مجلس بود.

## مجلس شورای اسلامی
بهمن محمدی نخستین بار درسال ۱۳۸۲ برای انتخابات مجلس هفتم در حوزه انتخابیه فریدن، فریدون‌شهر و چادگان کاندید شد و با اخذ ۳۱٫۷۴۱ رای معادل ۴۰/۵۵ درصد از کل آرای ماخوذه به مجلس شورای اسلامی راه یافت و به عضویت کمیسیون کشاورزی، آب و منابع طبیعی درآمد. وی در سال ۱۳۸۶ برای انتخابات دوره هشتم مجلس نیز کاندید شد و توانست با اکثریت آرا و اخذ ۲۱۲۸۰ رای از مجموع آرای حوزه انتخابیه برای دومین بار به مجلس راه یابد.
محمدی در دوره نمایندگی خود جزو ۱۰۰ نفر از نمایندگانی بود که از محمود احمدی نژاد رئیس جمهور پیشین ایران به دلیل انتصاب محمود رضا خاوری به عنوان مدیرعامل بانک ملی تشکر کردند. 